# Thymelaea hirsuta
Thymelaea hirsuta är en tibastväxtart som först beskrevs av Carl von Linné, och fick sitt nu gällande namn av Stephan Ladislaus Endlicher. Thymelaea hirsuta ingår i släktet sparvörter, och familjen tibastväxter. Inga underarter finns listade i Catalogue of Life.

## Bildgalleri

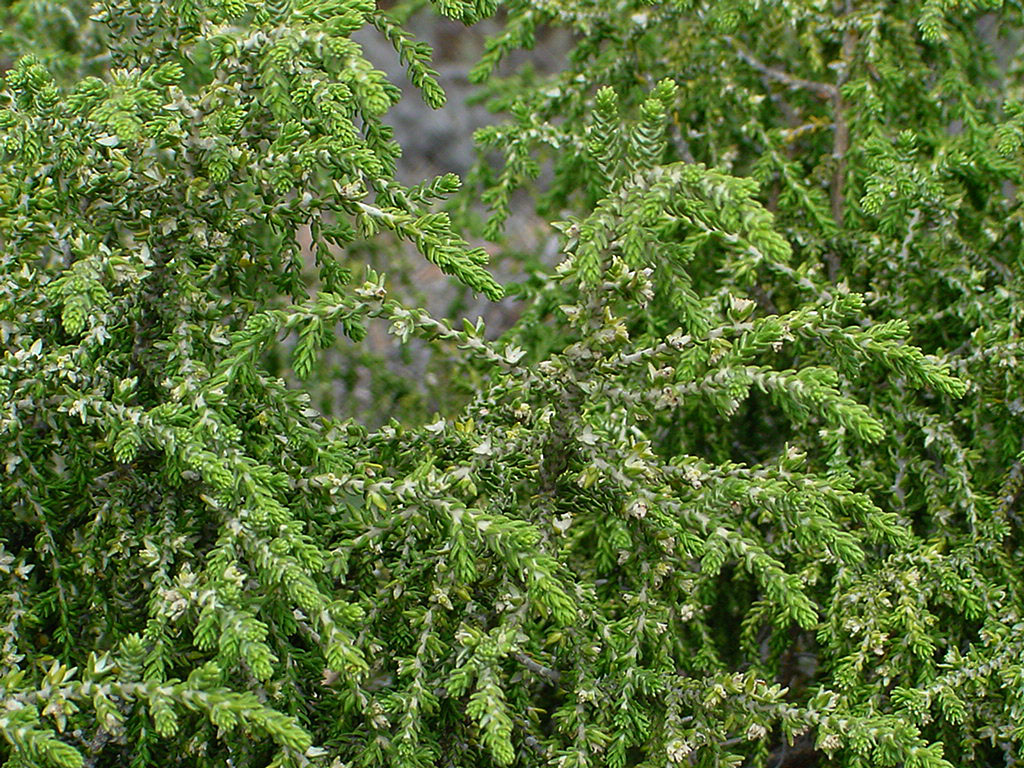
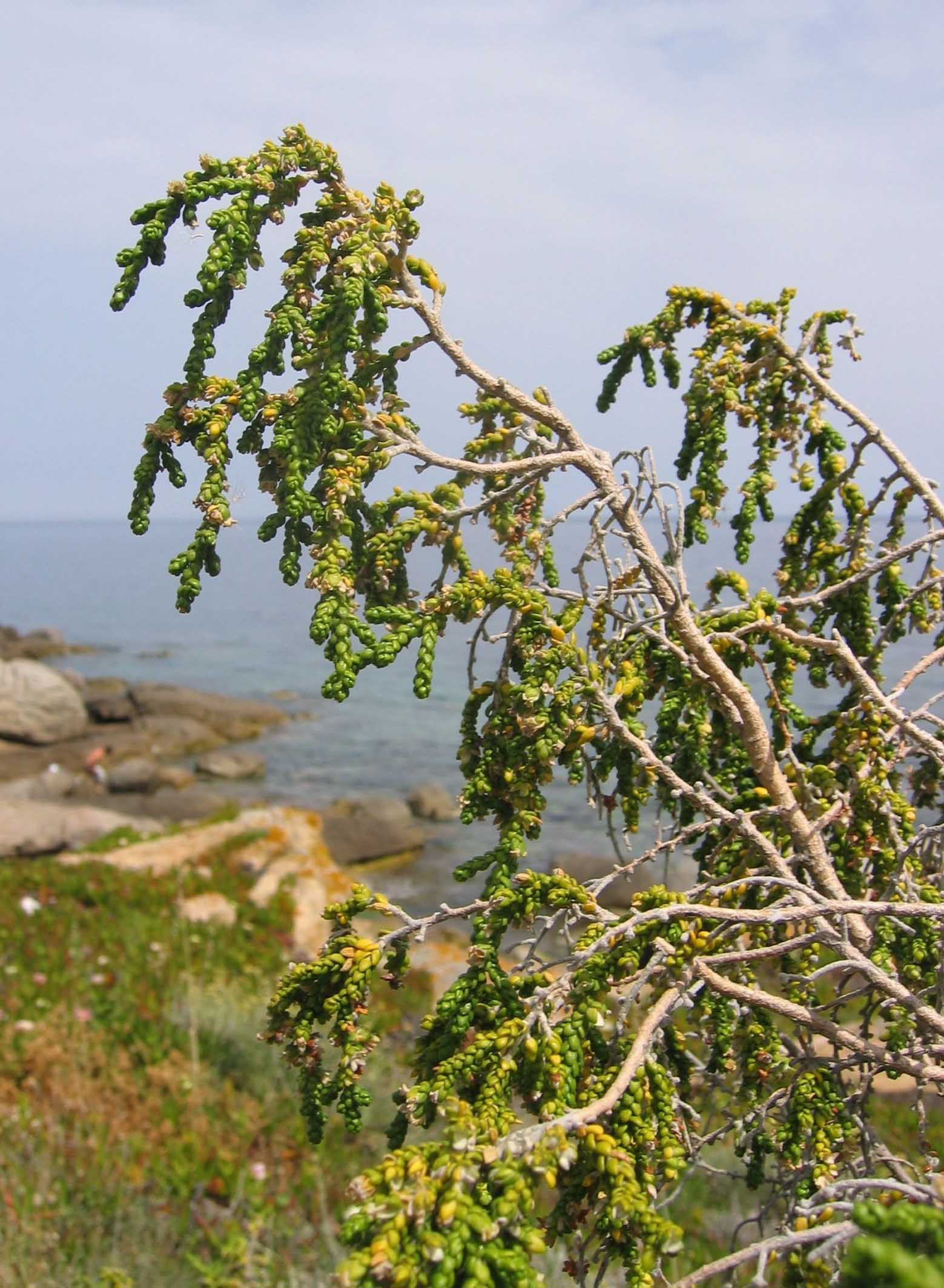
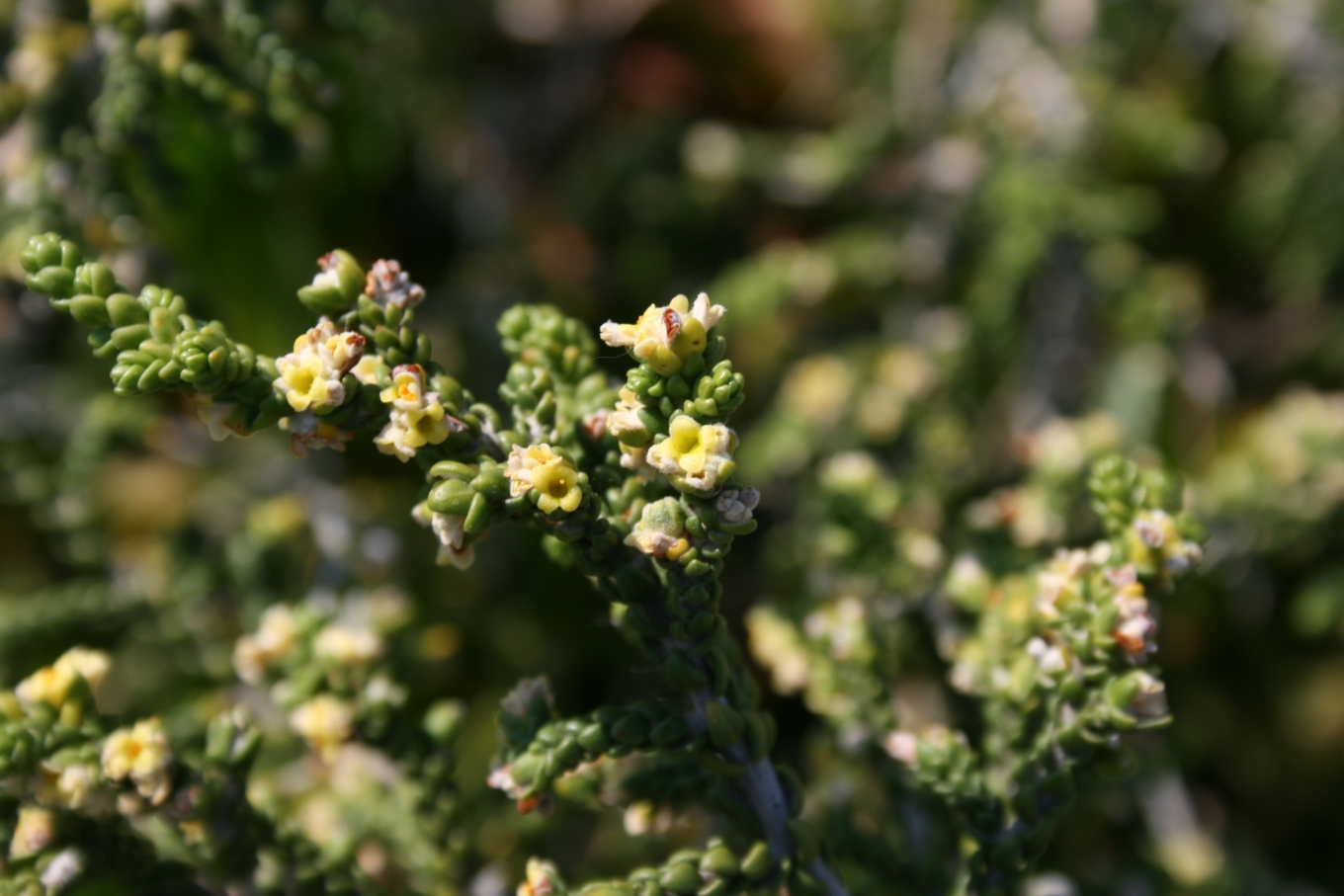
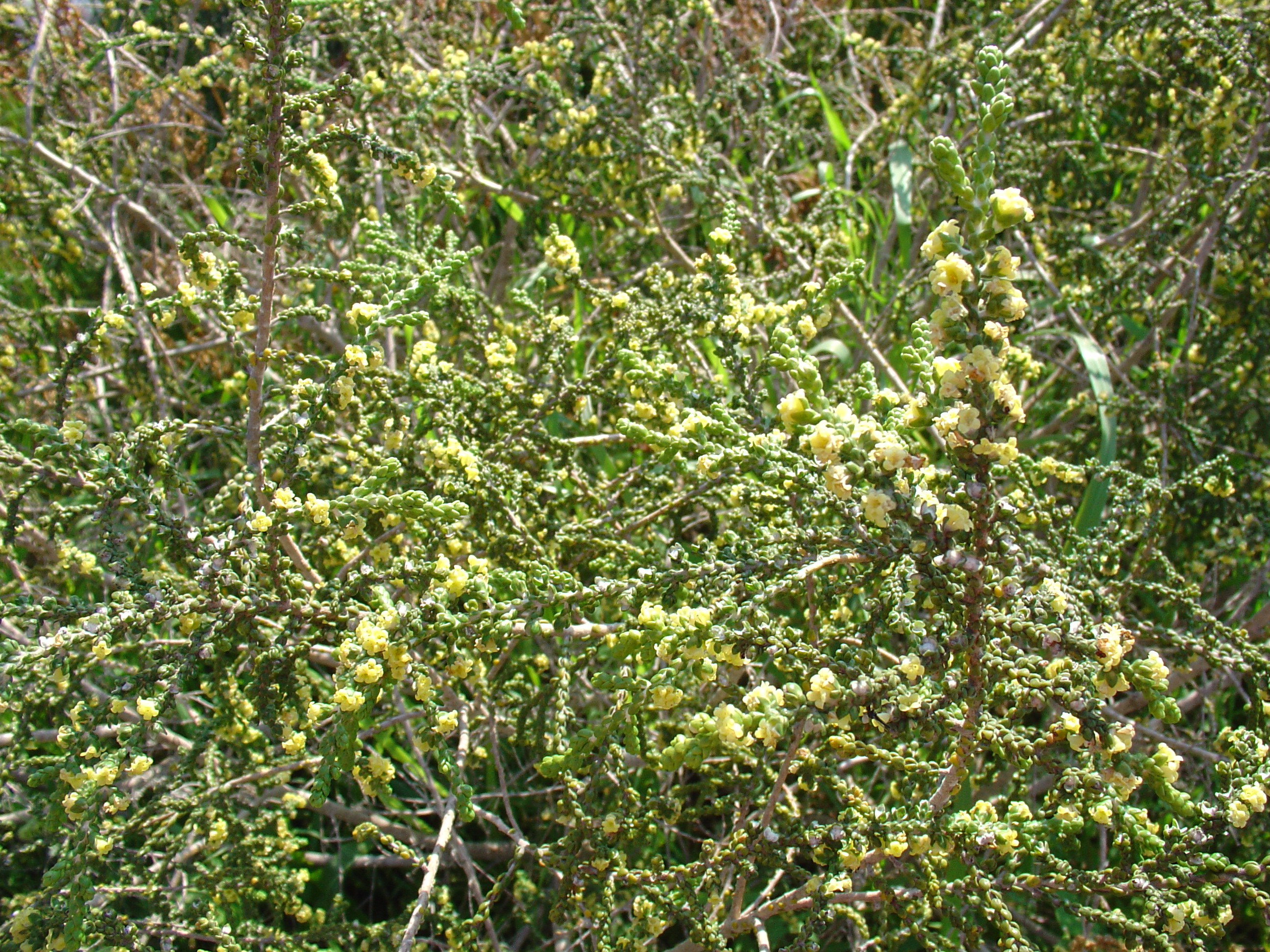
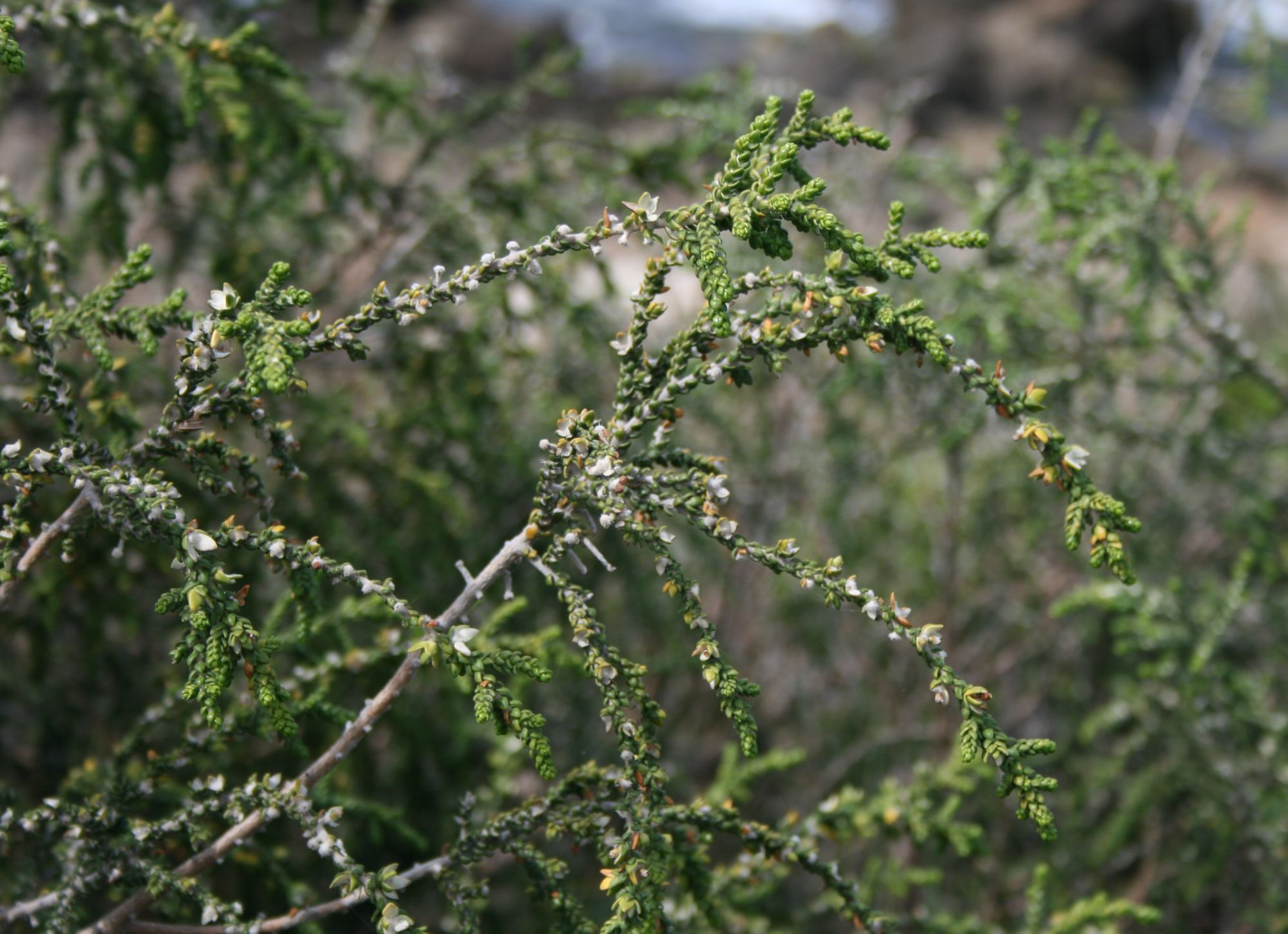
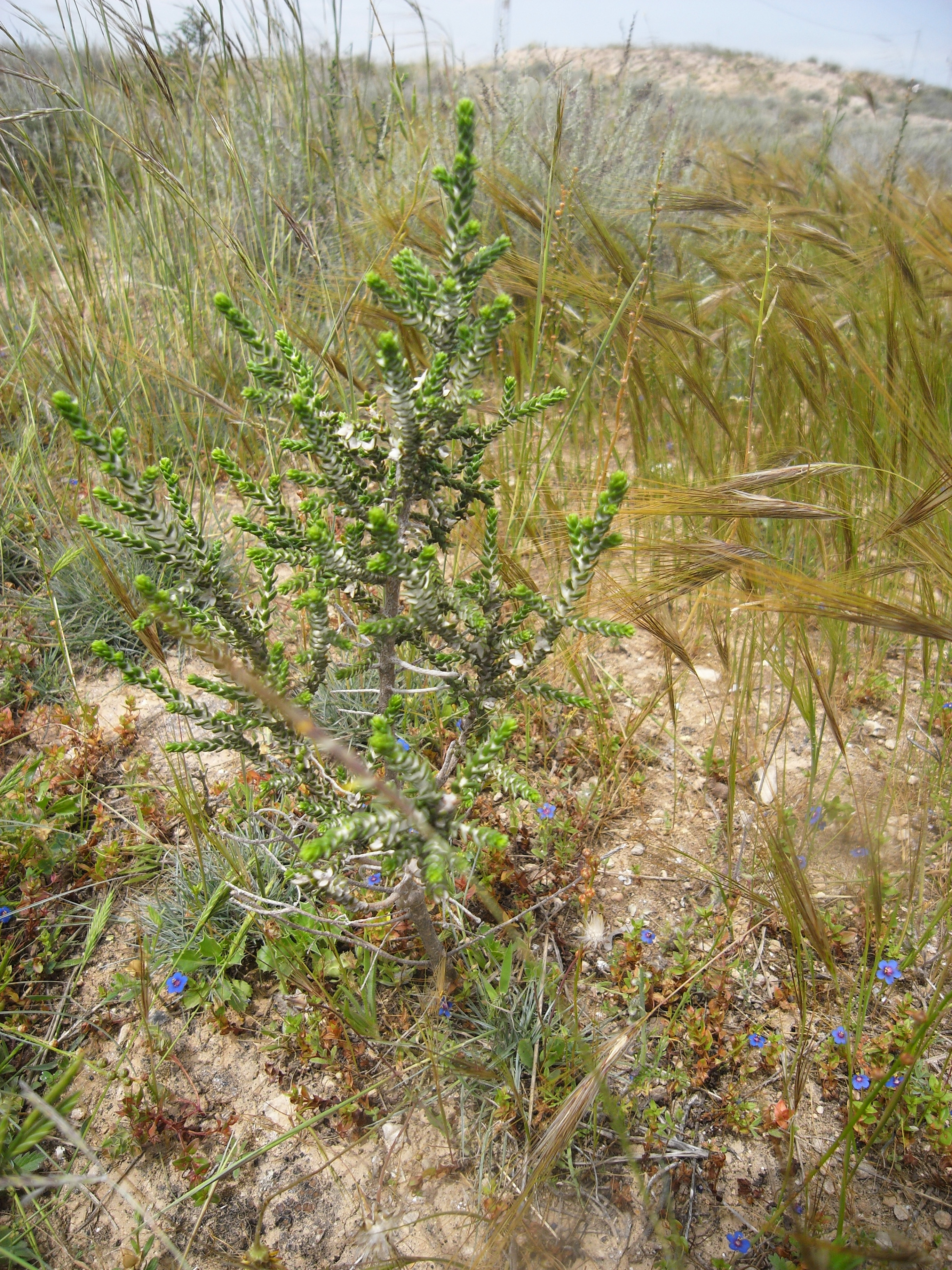